# Request Tracker
Request Tracker (RT) — система учёта и отслеживания заявок уровня предприятия с открытым исходным кодом, позволяющая управлять задачами, проблемами, и внешними запросами от пользователей. Написана на объектно-ориентированном языке Perl.
Система начала разрабатываться с 1996, и используется системными администраторами, сотрудниками служб техподдержки, IT-менеджерами, разработчиками и маркетинговыми отделами. RT применяют компании из списка Fortune 100, проекты CPAN, OpenSSL, Perl; правительственные и образовательные учреждения во всем мире.

## Технологии
RT написана на Perl и работает на Apache, Nginx и lighttpd веб-серверах с использованием mod_perl или FastCGI и возможностью хранения данных в MySQL, PostgreSQL, Oracle или SQLite. Существует возможность расширения интерфейса с использованием плагинов на Perl. Для взаимодействия с RT можно использовать один из трёх интерфейсов: web-интерфейс, электронная почта и REST API Архивная копия от 9 января 2011 на Wayback Machine.

## Интеграция
RT интегрируется с другим продуктом компании — базой знаний «RTFM». C версии 4.0 RTFM интегрирован в RT по умолчанию в виде статей (Articles).